# Acer schwerinii
Acer schwerinii là một loài thực vật có hoa trong họ Bồ hòn. Loài này được Pax mô tả khoa học đầu tiên năm 1893.